# 가상 장치
가상 장치 또는 버추얼 디바이스(virtual device)는 유닉스에서 사용자 수준 소프트웨어에 관한 한 장치로 취급되지만 하드웨어를 참조하지 않고 커널 (컴퓨팅)에 의해 생성되는 /dev/null 또는 /dev/urandom과 같은 파일이다.
예를 들어 /dev/null에 기록되면 커널은 프로그램에 모든 내용을 기록했음을 알리고(실제로 어디에도 기록하지 않음), 읽을 때 읽기 프로그램은 파일 끝에 도달했음을 알린다. 이는 장치 파일이지만(예를 들어 mknod로 만들 수 있음) 하드웨어를 참조하지 않는다.
도스, 윈도우 및 OS/2계 운영체제는 유사한 기능을 수행하는 NUL 장치를 정의한다(그러나 파일 이름 처리의 일부로 구현된다. 해당 이름으로 실제 파일이 존재하지 않음).